# Franz Hinterholzer

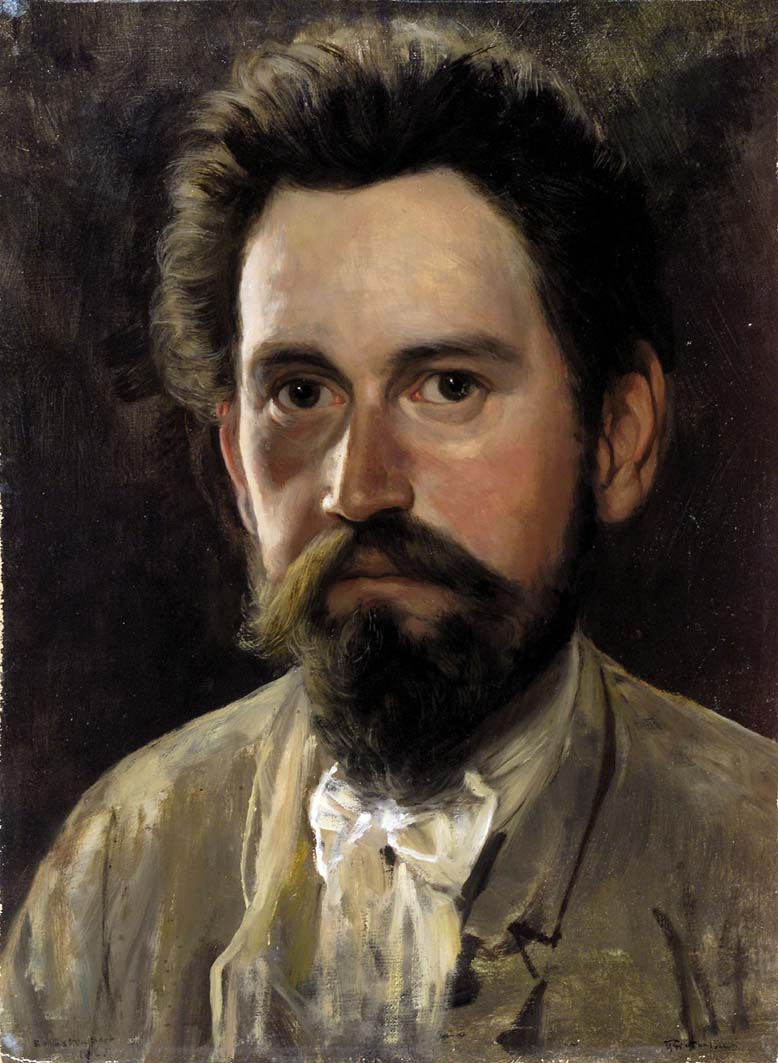
Selbstporträt

Franz Hinterholzer (* 15. Dezember 1851 in Salzburg; † 22. Oktober 1928 ebenda) war ein österreichischer Landschaftsmaler.

## Leben und Werk
Trotz eines chronischen Augenleidens entschloss sich Hinterholzer Malerei zu studieren und besuchte ab dem 27. November 1868 die Antikenklasse der Akademie der Bildenden Künste München. Nach Absolvierung des Studiums bereiste Hinterholzer unter anderem Norddeutschland, Italien und Frankreich.
Zurück in Salzburg gründete Hinterholzer 1886 eine private Malschule. Zu seinen Schülern gehörten zum Beispiel Anton Steinhart, Michael Ruppe und Franz Kuhlstrunk. Er zeigte seine Werke im Münchner Glaspalast und im Wiener Künstlerhaus. 
Im Jahre 1895 heiratete der Maler Maria Rotter und verlegte sein Atelier vom Salzburger Künstlerhaus in seine private Wohnung in der Müllner Hauptstraße 38.
Hinterholzer war Mitarbeiter der Münchener Zeitschrift Fliegende Blätter und illustrierte zusammen mit seinem Freund Franz Xaver von Pausinger den Salzburg-Band eines Werkes über die österreichisch-ungarische Monarchie. In zahlreichen Artikeln kritisierte Hinterholzer die fortschreitende Zerstörung des Umlandes der Stadt Salzburg.

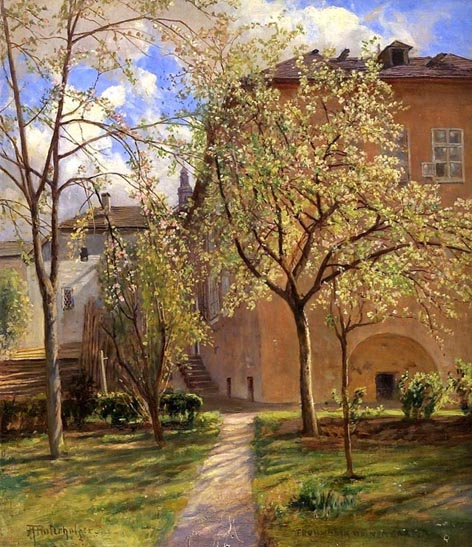
Frühling in meinem Garten (1910)

Im Jahre 1905 wurde Hinterholzer als Hofmaler und Zeichenlehrer der großherzoglichen Familie Habsburg-Toskana mit dem Titel des Zivil-Cavaliers ausgezeichnet.
1913 griff sein Augenleiden auf das bisher gesunde rechte Auge über. Nach dem Ersten Weltkrieg blieb der erblindete Künstler mittellos und lebte von einer Gnadenpension.

## Ehrungen
In der Stadt Salzburg ist der Franz-Hinterholzer-Kai nach dem Maler benannt worden.